# Championnat DTM 2001
Navigation
Édition précédente Édition suivante
Le championnat DTM 2001 s'est déroulé du 22 avril au 7 octobre 2001, sur un total de 10 courses, et a été remporté par le pilote allemand Bernd Schneider, au volant d'une Mercedes.
Trois marques étaient engagées:
- Audi avec l'Audi TT-R
- Mercedes avec la Mercedes-Benz CLK-DTM
- Opel avec l'Opel Astra V8 Coupé

## Engagés
| Constructeur  | Modèle                | Écurie                     | No. | Pilotes            | Courses        |
| ------------- | --------------------- | -------------------------- | --- | ------------------ | -------------- |
| Mercedes-Benz | Mercedes-Benz CLK-DTM | D2 AMG                     | 1   | Bernd Schneider    | Toutes         |
| Mercedes-Benz | Mercedes-Benz CLK-DTM | D2 AMG                     | 2   | Peter Dumbreck     | 1-6, 8-10      |
| Mercedes-Benz | Mercedes-Benz CLK-DTM | Warsteiner AMG             | 5   | Uwe Alzen          | Toutes         |
| Mercedes-Benz | Mercedes-Benz CLK-DTM | Warsteiner AMG             | 6   | Marcel Fässler     | Toutes         |
| Mercedes-Benz | Mercedes-Benz CLK-DTM | Eschmann AMG               | 9   | Bernd Mayländer    | 1-2, 6-8, 10   |
| Mercedes-Benz | Mercedes-Benz CLK-DTM | Eschmann AMG               | 9   | Marcel Tiemann     | 3-5            |
| Mercedes-Benz | Mercedes-Benz CLK-DTM | Eschmann AMG               | 10  | Patrick Huisman    | Toutes         |
| Mercedes-Benz | Mercedes-Benz CLK-DTM | Original-Teile AMG Persson | 14  | Thomas Jäger       | 1-4, 6-7, 9-10 |
| Mercedes-Benz | Mercedes-Benz CLK-DTM | Original-Teile AMG Persson | 15  | Christijan Albers  | Toutes         |
| Mercedes-Benz | Mercedes-Benz CLK-DTM | Team Rosberg AMG           | 24  | Pedro Lamy         | 1-2            |
| Mercedes-Benz | Mercedes-Benz CLK-DTM | Team Rosberg AMG           | 24  | David Saelens      | 3-10           |
| Mercedes-Benz | Mercedes-Benz CLK-DTM | Team Rosberg AMG           | 42  | Darren Turner      | Toutes         |
| Opel          | Opel Astra V8 Coupé   | Opel Team Holzer 1         | 3   | Joachim Winkelhock | 2-8            |
| Opel          | Opel Astra V8 Coupé   | Opel Team Holzer 1         | 4   | Timo Scheider      | 1-7, 9-10      |
| Opel          | Opel Astra V8 Coupé   | Opel Team Holzer 1         | 11  | Michael Bartels    | Toutes         |
| Opel          | Opel Astra V8 Coupé   | Opel Team Phoenix          | 7   | Manuel Reuter      | 1, 3-10        |
| Opel          | Opel Astra V8 Coupé   | Opel Team Phoenix          | 8   | Yves Olivier       | Toutes         |
| Opel          | Opel Astra V8 Coupé   | Opel Euroteam              | 16  | Alain Menu         | Toutes         |
| Opel          | Opel Astra V8 Coupé   | Opel Euroteam              | 17  | Hubert Haupt       | Toutes         |
| Opel          | Opel Astra V8 Coupé   | Mamerow Racing Team        | 20  | Peter Mamerow      | 1-7, 9-10      |
| Audi          | Audi TT-R             | Abt Sportsline             | 18  | Christian Abt      | 1-7, 9-10      |
| Audi          | Audi TT-R             | Abt Sportsline             | 19  | Laurent Aïello     | 1-3, 5-9       |
| Audi          | Audi TT-R             | Abt Sportsline             | 19  | Kris Nissen        | 4              |
| Audi          | Audi TT-R             | Abt Sportsline Junior      | 22  | Mattias Ekström    | 2-10           |
| Audi          | Audi TT-R             | Abt Sportsline Junior      | 23  | Martin Tomczyk     | Toutes         |

## Calendrier
| Épreuve | Épreuve | Circuit      | Date         | Pole Position   | Meilleur tour   | Vainqueur pilote | Vainqueur écurie |
| ------- | ------- | ------------ | ------------ | --------------- | --------------- | ---------------- | ---------------- |
| 1       | R1      | Hockenheim   | 22 avril     | Bernd Schneider | Bernd Schneider | Bernd Schneider  | D2 AMG           |
| 1       | R2      | Hockenheim   | 22 avril     | Bernd Schneider | Bernd Schneider | Bernd Schneider  | D2 AMG           |
| 2       | R1      | Nürburgring  | 6 mai        | Laurent Aïello  | Alain Menu      | Laurent Aïello   | Abt Sportsline   |
| 2       | R2      | Nürburgring  | 6 mai        | Laurent Aïello  | Martin Tomczyk  | Laurent Aïello   | Abt Sportsline   |
| 3       | R1      | Oschersleben | 20 mai       | Marcel Fässler  | Marcel Fässler  | Marcel Fässler   | Warsteiner AMG   |
| 3       | R2      | Oschersleben | 20 mai       | Marcel Fässler  | Bernd Schneider | Marcel Fässler   | Warsteiner AMG   |
| 4       | R1      | Sachsenring  | 17 juin      | Peter Dumbreck  | Christian Abt   | Peter Dumbreck   | D2 AMG           |
| 4       | R2      | Sachsenring  | 17 juin      | Peter Dumbreck  | Christian Abt   | Bernd Schneider  | D2 AMG           |
| 5       | R1      | Norisring    | 8 juillet    | Bernd Schneider | Marcel Fässler  | Bernd Schneider  | D2 AMG           |
| 5       | R2      | Norisring    | 8 juillet    | Bernd Schneider | Bernd Schneider | Uwe Alzen        | Warsteiner AMG   |
| 6       | R1      | Lausitzring  | 12 août      | Uwe Alzen       | Christian Abt   | Uwe Alzen        | Warsteiner AMG   |
| 6       | R2      | Lausitzring  | 12 août      | Uwe Alzen       | Laurent Aïello  | Peter Dumbreck   | D2 AMG           |
| 7       | R1      | Nürburgring  | 26 août      | Laurent Aïello  | Laurent Aïello  | Laurent Aïello   | Abt Sportsline   |
| 7       | R2      | Nürburgring  | 26 août      | Laurent Aïello  | Bernd Schneider | Laurent Aïello   | Abt Sportsline   |
| 8       | R1      | A1-Ring      | 9 septembre  | Bernd Schneider | Bernd Schneider | Bernd Schneider  | D2 AMG           |
| 8       | R2      | A1-Ring      | 9 septembre  | Bernd Schneider | Bernd Schneider | Bernd Schneider  | D2 AMG           |
| 9       | R1      | Zandvoort    | 23 septembre | Christian Abt   | Christian Abt   | Christian Abt    | Abt Sportsline   |
| 9       | R2      | Zandvoort    | 23 septembre | Christian Abt   | Christian Abt   | Uwe Alzen        | Warsteiner AMG   |
| 10      | R1      | Hockenheim   | 7 octobre    | Michael Bartels | Patrick Huisman | Patrick Huisman  | Eschmann AMG     |
| 10      | R2      | Hockenheim   | 7 octobre    | Patrick Huisman | Bernd Mayländer | Bernd Mayländer  | Eschmann AMG     |

## Classement des pilotes
| Position | Pilote             | Voiture (millésime)   | Points |
| 1        | Bernd Schneider    | Mercedes-Benz CLK-DTM | 161    |
| 2        | Uwe Alzen          | Mercedes-Benz CLK-DTM | 101    |
| 3        | Peter Dumbreck     | Mercedes-Benz CLK-DTM | 88     |
| 4        | Marcel Fässler     | Mercedes-Benz CLK-DTM | 76     |
| 5        | Laurent Aiello     | Audi TT-R             | 75     |
| 6        | Patrick Huisman    | Mercedes-Benz CLK-DTM | 63     |
| 7        | Thomas Jäger       | Mercedes-Benz CLK DTM | 43     |
| 8        | Mattias Ekström    | Audi TT-R             | 38     |
| 9        | Manuel Reuter      | Opel Astra V8 Coupé   | 35     |
| 10       | Christian Abt      | Audi TT-R             | 29     |
| 11       | Bernd Mayländer    | Mercedes-Benz CLK-DTM | 28     |
| 12       | Marcel Tiemann     | Mercedes-Benz CLK-DTM | 26     |
| 13       | Martin Tomczyk     | Audi TT-R             | 23     |
| 14       | Christijan Albers  | Mercedes-Benz CLK-DTM | 19     |
| 15       | Darren Turner      | Mercedes-Benz CLK-DTM | 15     |
| 16       | Joachim Winkelhock | Opel Astra V8 Coupé   | 12     |
| =        | Pedro Lamy         | Mercedes-Benz CLK-DTM | 12     |
| 18       | Michael Bartels    | Opel Astra V8 Coupé   | 8      |
| 19       | Timo Scheider      | Opel Astra V8 Coupé   | 7      |
| 20       | Hubert Haupt       | Opel Astra V8 Coupé   | 4      |
| =        | David Saelens      | Mercedes-Benz CLK-DTM | 4      |
| 22       | Yves Olivier       | Opel Astra V8 Coupé   | 3      |